# 沉船灣
37°51′34″N 20°37′28″E / 37.85944°N 20.62444°E

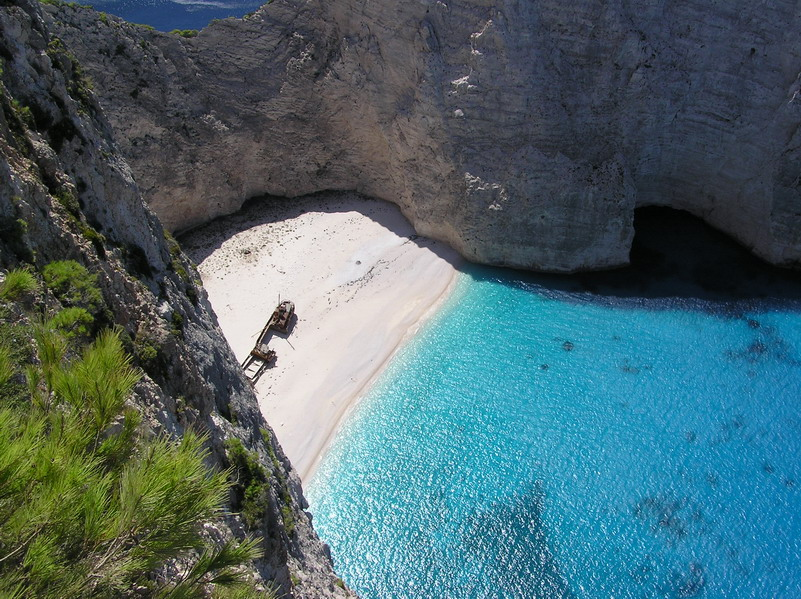
沉船湾海灣

沉船湾（希臘語：Ναυάγιο，Navagio），有時也被稱為海盜灣，位於希臘伊奧尼亞群島扎金索斯島的西北岸。沉船湾原本叫圣乔治（Agios Georgios）。1980年10月一艘名叫Panagiotis的货船由于糟糕天气及极差能见度的缘故在此擱淺。很多人谣传该货船是在进行走私活动，但后来该货船船长公布了事件的真实情况和经过。

## 位置及旅遊

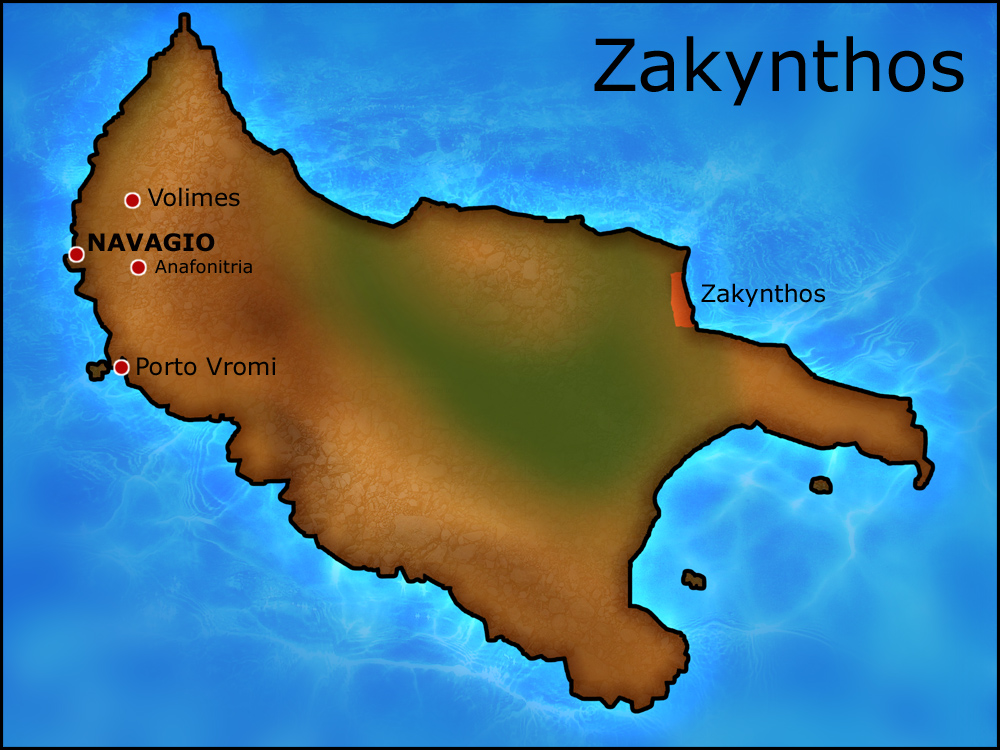
沉船湾位置地圖（图上标识为“NAVAGIO”）

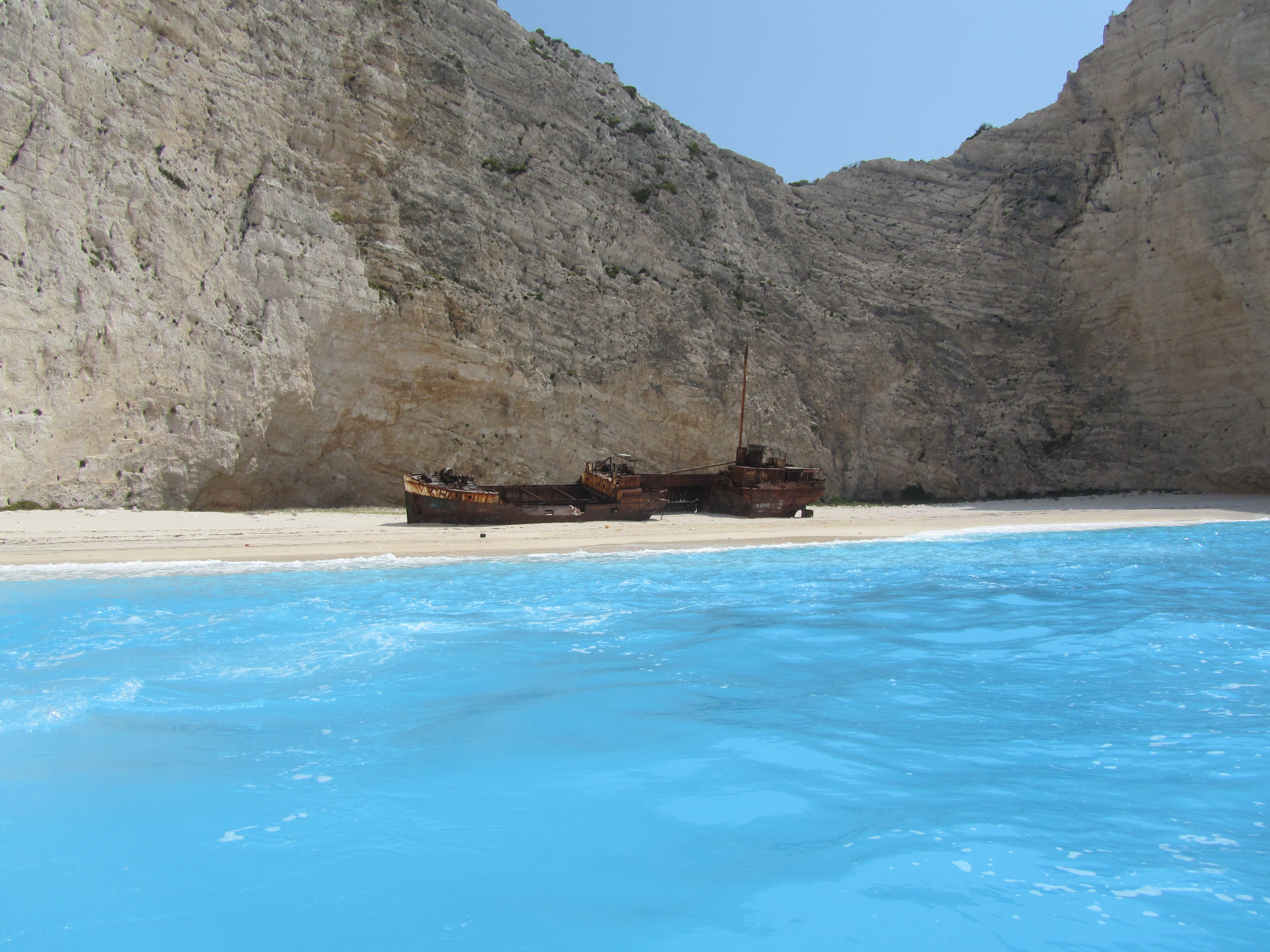
在海灣上的沉船

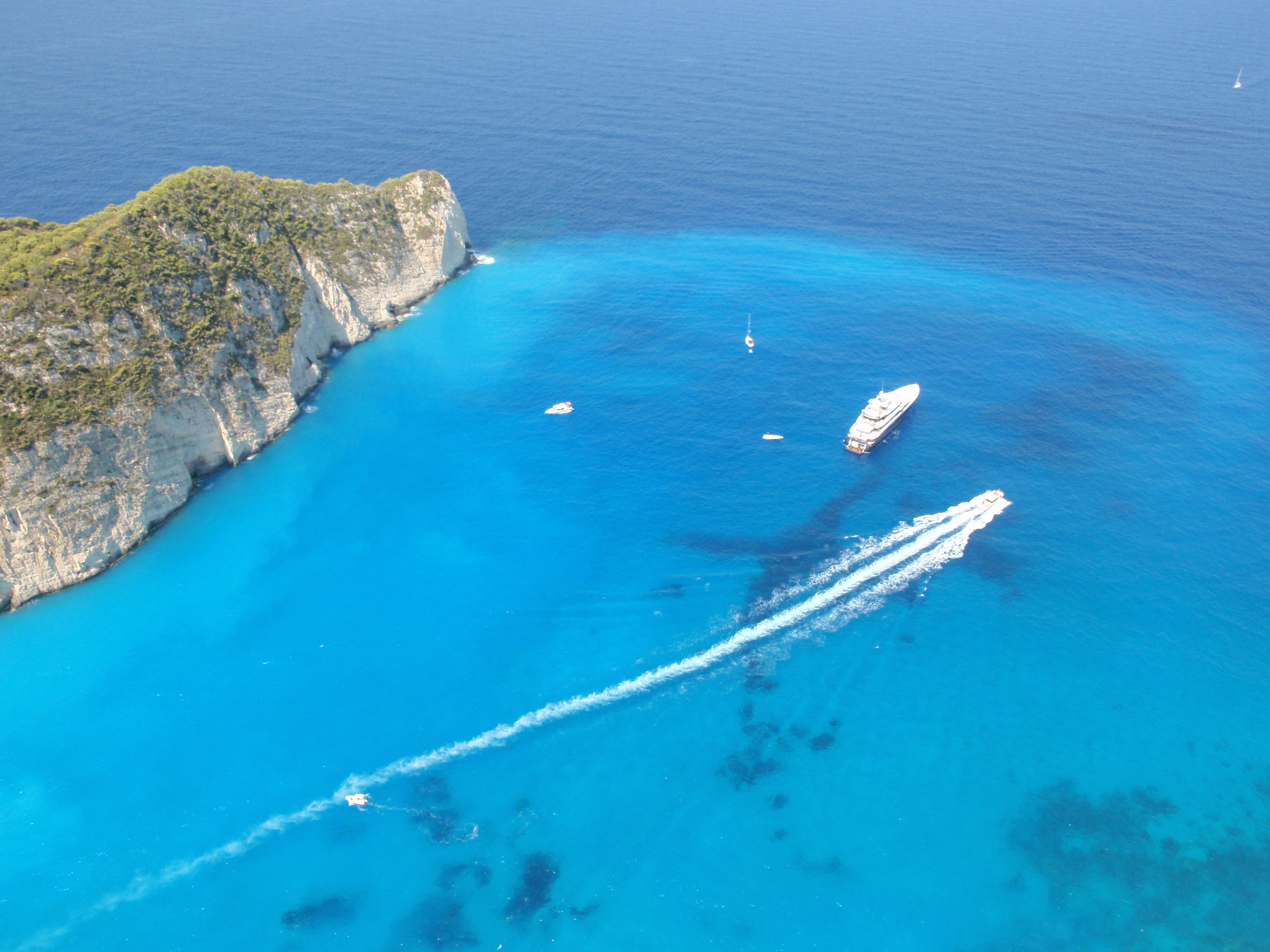
清澈的海水

沉船湾位於扎金索斯島西北部的海岸，周围是石灰岩及峭壁，另外有白色的沙灘和清澈湛蓝的海水，吸引每年數千計遊客。只有坐船才能抵达海湾里的沙滩上。定期的载客游览船只会从南边和东北边的港口村庄出发，从扎金索斯市港口也有船只出發到此。如果想避免过多的游客的话，可在早晨或者下午三点过后访问该沙滩。

### 定點跳傘
沉船湾也是一个倍受欢迎的定點跳傘地點。

### 电视剧《太陽的後裔》
2015年韓國電視劇《太陽的後裔》在這裡拍攝，增加遊客到此旅遊。